# Ysabelle Bard
Ysabelle Bard, née à Villars-sous-Yens le 13 septembre 1889 et morte le 4 février 1980, est une cantatrice vaudoise.

## Biographie
Fille de Samuel Bard, français d'origine, et d’Élise Charlotte née Baatard, Ysabelle Bard passe son enfance à Vevey, Genève et Montreux. En 1912, elle entre au Conservatoire de Genève, où elle étudie le chant auprès de Léopold Ketten. En 1914, le Conservatoire de Genève lui octroie une médaille de chant. Après plusieurs séjours à l'étranger, notamment à Paris, Milan et Saint-Leu, elle bénéficie à Bruxelles des cours donnés par Emma Beauck, l'épouse du peintre François Beauck. À partir de 1915, elle commence sa carrière de musicienne et son enseignement de diction et de technique de chant à Montreux. Elle enseigne notamment à l'Institut Saint-Georges à Clarens et à l'Institut Ribaupierre à Montreux et à Lausanne.
En 1933, Ysabelle Bard fonde le Chœur de dames de Montreux dont elle est la cheffe jusqu'en 1951. Elle mène une importante carrière de concertiste et d'enseignante. Ainsi, elle donne de nombreux récitals en compagnie du pianiste et chef d'orchestre Leland Cossart, et chante comme soliste à la fête des Narcisses à Montreux pendant deux années consécutives. Parmi les musiciens romands qu'elle fréquente, citons Gustave Doret, Hermann Lang, Henri Gagnebin, Aloÿs Fornerod, Auguste Sérieyx et Ernest Ansermet. Sous la direction de ce dernier, elle chante à Paris avec le célèbre Orchestre symphonique de Paris. 
Ysabelle Bard est membre de l'Association suisse des musiciens (ASM) et de la Société suisse de pédagogie musicale (SSPM), elle est à l'origine de nombreux concerts et manifestations musicales (causeries-auditions, exposés, etc.). L'organiste de Saint-Martin à Vevey, François Demierre lui dédie plusieurs mélodies pour chant et piano créées en 1932 lors de la fête de l'ASM à Vevey. En 1977, un fonds a été constitué à la Bibliothèque cantonale et universitaire de Lausanne, fonds qui abrite notamment des partitions musicales, des correspondances ainsi que sa collection de programmes de concerts.

## Sources
- « Ysabelle Bard », sur la base de données des personnalités vaudoises sur la plateforme « Patrinum » de la Bibliothèque cantonale et universitaire de Lausanne.
- 24 Heures, 1980/02/06, p. 33
- Fonds Ysabelle Bard à la BCU Lausanne